# Neuton
Neuton Sérgio Piccoli (ur. 14 marca 1990 w Erechim) – brazylijski piłkarz występujący na pozycji obrońcy w Albacete Balompié, do którego jest wypożyczony z Udinese Calcio.